# Anna Bond
Anna Bond (alternative Schreibweise Annabond; Kannada-Schreibweise ಅಣ್ಣಬಾಂಡ್) ist ein indischer Action- und Liebesfilm von Duniya Soori aus dem Jahr 2012. Soori schrieb das Drehbuch und führte Regie, die Produktion übernahm Parvathamma Rajkumar, V. Harikrishna trug die musikalische Verantwortung. Unter den Protagonisten des Films befand sich auch Puneeth Rajkumar, Jackie Shroff verkörperte den Gegenspieler. Der Film erschien am 1. Mai 2012.

## Handlung
Der erfolgreiche Karatekämpfer Bond Ravi arbeitet in einer medizinischen Notunterkunft in Singapur. Bereits zu Beginn des Films offenbart er sich als großzügiger und hilfsbereiter Mensch. Während einer kurzen Busfahrt trifft er auf Meera und verliebt sich umgehend in die charmante Frau, doch ihre Wege trennen sich wieder. Die Dokumentarfilmerin tritt ein zweites Mal in Ravis Leben, als Meera für eine Reportage sein Heimatdorf besucht. Sie übernachtet dort bei ihrer alten Freundin Divya. Als der Dreh abgeschlossen ist und Meera das Dorf wieder verlassen muss, ermutigt sie Ravi, ein Risiko einzugehen und seinem Leben Bedeutung zu verleihen. Ravi und Chapathi Babu verlassen gemeinsam das Dorf. Auf ihrem Weg treffen sie auf einen Militärarzt, der Bond Ravi zuerst mit seinem Bekannten Chandrakanth verwechselt. Chandrakanth ist ein Offizier der indischen Armee, der in der Notunterkunft medizinisch versorgt wird. Der gefürchtete Mafiaboss Charlie hat die Soldaten ausfindig gemacht. Er ist auf der Suche nach seiner Tochter, die er bei Chandrakanth vermutet. Charlie greift das Zentrum an, im Schusswechsel eilt Bond Ravi dem verletzten Chandrakanth zur Hilfe. Charlie sieht sich in seiner Ehre verletzt und schwört Rache gegen Bond Ravi, der fliehen muss. Auf seiner Jagd nach Ravi tötet Charlie versehentlich seine eigene Tochter Divya. Chandrakanths Tochter Meera wird als finaler Racheakt von Charlie entführt. Bond Ravi setzt alles daran, um Meera aus der Gewalt Charlies zu befreien, was ihm schließlich gelingt.

## Hintergrund
Anna Bond ist bereits die zweite Zusammenarbeit des indischen Regisseurs Duniya Soori mit Schauspieler und Sänger Puneeth Rajkumar nach dem gefeierten Film Jackie (2010).
Der Mitarbeiterstab war ebenfalls weitgehend identisch mit der Crew des Films Jackie, so arbeiteten beispielsweise V. Harikrishna (Musik), Shashidhar Adapa (Art), Sathya Hegde (Kamera) und Imran Sardhariya (Choreografie) an beiden Projekten mit.
Der Film wurde offiziell am 7. Oktober 2011 angekündigt, einen Tag nach der Veröffentlichung von Puneets Film Paramathma
der Dreh begann anschließend am 10. Oktober.
Es handelt sich um die 80. Filmproduktion von Poornima Enterprises, der Produktionsfirma des gefeierten Kannada-Filmschauspielers Rajkumar.
Der Film enthält fünf (gesungene und getanzte) Lieder, die Texte hierzu verfassten Yogaraj Bhat, Jayanth Kaikini und Kaviraj.
Als Big-Budget-Film (ein ungewöhnliches Risiko in der indischen Filmindustrie) wurde das Handlungskonzept als „revolutionär“ angekündigt, gleichzeitig wurde versichert, der gewohnte Unterhaltungsfaktor bleibe in jedem Fall erhalten. Außerdem versprachen die Produzenten für den erhöhten finanziellen Aufwand den verstärkten Einsatz von CGI-Grafikern zur Unterstützung der Handlung.
Als Drehorte dienten Bangalore, Coorg und Kanakapura.
Ein Teil der Filmcrew drehte zudem zwei der Lieder in Spanien, wo ein großes spanisches Publikum zugelassen wurde.

### Soundtrack
Ein Soundtrack-Album zum Film erschien bereits am 2. April 2012. V. Harikrishna komponierte die Musik und engagierte verschiedene Liedtexter.
| # | Titel               | Liedtexter         | Sänger/in                     |
| - | ------------------- | ------------------ | ----------------------------- |
| 1 | Enendu Hesaridali   | Jayanth Kaikini    | Sonu Nigam, Shreya Ghoshal    |
| 2 | Boni Aagada         | Yogaraj Bhat       | Tippu                         |
| 3 | Kaanadanthe (Remix) | Chi. Udaya Shankar | Puneeth Rajkumar              |
| 4 | Thumba Nodbedi      | Yogaraj Bhat       | V. Harikrishna                |
| 5 | He Is Anna Bond     | Yogaraj Bhat       | Ranjith, Naveen Madhav, Ramya |

## Rezeption

### Kommerzieller Erfolg
Der Film lief über neun Wochen am Main Theater Santhosh und 50 Tage lang in 17 weiteren Kinos des Landes. Am Main Theatre brachte es der Film auf 2,6 cr (26 Mio. Rupien, etwa 320 000 Euro) am ersten Tag und 15 cr (ca. 1,86 Mio. Euro) in der ersten Woche. Er eröffnete im übrigen Land als Blockbuster und brachte es in der ersten Woche auf 6–7 cr (um 800 000 Euro), insgesamt auf 10 cr (ca. 1,25 Mio. Euro). Trotz dieses mittelmäßigen Erfolges verzeichneten die beteiligten Unternehmen große Verluste.

### Rezensionen
Anna Bond erhielt glanzlose bis schlechte Kritiken.
Rediff nahm den Film in seine Liste der Most Disappointing Kannada Films of 2012 (Die enttäuschendsten Kannada-Filme von 2012) auf, die Filmkritiker der Seite erteilten dem Film eine „Daumen-runter“-Kritik und begründeten, der Film eigne sich „einzig und ausschließlich für Puneeth-Fans“.
The Times of India verlieh ursprünglich 4 von 5 Sternen, senkte die Bewertung als Reaktion auf öffentliche Rückmeldungen aber nachträglich auf 3,5 Sterne. In seiner Rezension war der Filmkritiker voll des Lobes, sowohl für den Suri, der „gutes Actionmaterial mit einem Hauch Romantik“ auf den Tisch bringe, als auch für Hauptdarsteller Puneet, der sich „von seiner besten Seite“ zeige. Das Drehbuch könne sich sehen lassen, Handlung und Dialoge seien gleichermaßen gelungen und insbesondere die Action-Szenen seien dem Regisseur auf herausragende Weise geglückt. Die reine Anzahl der Kampfszenen sei allerdings etwas „überdosiert“. Die in der Online-Fassung des Zeitungsartikels ebenfalls aufgeführte durchschnittliche Zuschauerwertung (ermittelt aus 19 Leserwertungen) betrug 3,0 von 5 Sternen.
Die IMDb ermittelte eine durchschnittliche Zuschauerwertung von 3,9 von 10 Sternen auf der Basis von 174 Einzelwertungen mit außergewöhnlich großer Streuung (19 % verliehen alle 10 Sterne, 27 % verliehen die Mindestanzahl von nur einem Stern).

### Auszeichnungen
| Preis                                       | Kategorie                         | Ausgezeichneter                    | Ausgang   |
| ------------------------------------------- | --------------------------------- | ---------------------------------- | --------- |
| 2nd South Indian International Movie Awards | Bester Film                       | Raghavendra Rajkumar               | Nominiert |
| 2nd South Indian International Movie Awards | Beste Regie                       | Duniya Soori                       | Nominiert |
| 2nd South Indian International Movie Awards | Beste Kameraführung               | Sathya Hegde                       | Nominiert |
| 2nd South Indian International Movie Awards | Bester Darsteller                 | Puneeth Rajkumar                   | Nominiert |
| 2nd South Indian International Movie Awards | Beste Nebendarstellerin           | Nidhi Subbaiah                     | Gewonnen  |
| 2nd South Indian International Movie Awards | Bester Musikdirektor              | V. Harikrishna                     | Nominiert |
| 2nd South Indian International Movie Awards | Bester Liedtexter                 | Jayant Kaikini                     | Nominiert |
| 2nd South Indian International Movie Awards | Bester männlicher Playback-Sänger | V. Harikrishna für Tumba Nodbedi   | Gewonnen  |
| 2nd South Indian International Movie Awards | Bester männlicher Playback-Sänger | Tippu für Boni Aagada              | Nominiert |
| 2nd South Indian International Movie Awards | Bester Tanz-Choreograf            | Imran Sardhariya für Tumba Nodbedi | Gewonnen  |